# Gra na skrzypcach w Kaustinen
Gra na skrzypcach w Kaustinen (fiń. Kaustislainen viulunsoitto, szw. Fiolspel från Kaustby) – tradycja będąca częścią fińskiej muzyki ludowej, kultywowana przede wszystkim w gminie Kaustinen oraz – w mniejszym zakresie – w gminach Veteli i Halsua w Ostrobotni Środkowej w zachodniej części Finlandii.
15 grudnia 2021 roku grę na skrzypcach w Kaustinen oraz związane z nią praktyki i środki wyrazu wpisano na listę reprezentatywną niematerialnego dziedzictwa kulturowego UNESCO. Nazwa wpisu w języku angielskim to Kaustinen fiddle playing and related practices and expressions, zaś w językach urzędowych Finlandii: Kaustislainen viulunsoitto ja siihen liittyvät käytännöt ja ilmaukset (po fińsku) oraz Fiolspel från Kaustby jämte sedvanor och uttryck kring detta (po szwedzku).

## Charakterystyka
Tradycja gry na skrzypcach w rejonie Kaustinen sięga XIX lub nawet XVIII wieku i wywodzi się z miejscowych obrzędów weselnych. Repertuar obejmuje kilkaset melodii powstałych na tym obszarze, opartych na grze ze słuchu, charakteryzujących się synkopowanymi i akcentowanymi rytmami, do których można śpiewać i tańczyć. Główny, choć niejedyny, instrument muzyczny wykorzystywany w tej tradycji stanowią skrzypce, ale używane bywają także kontrabas, fisharmonia czy kantele.
Ludowa muzyka z Kaustinen wykonywana jest w różnych okolicznościach – w domach prywatnych, podczas publicznych ceremonii i uroczystości (w tym na weselach), na koncertach oraz sesjach improwizacyjnych (jam sessions), a przede wszystkim podczas odbywającego się corocznie od 1968 roku Festiwalu Muzyki Ludowej w Kaustinen, który zapoczątkował renesans fińskiej muzyki ludowej nie tylko w tym regionie, ale i w skali całego kraju.
Artyści wykonujący ten rodzaj muzyki często noszą tradycyjne stroje. Mieszkańcy Kaustinen oraz okolicznych gmin, nawet jeśli sami nie są praktykami, to w większości uważają miejscową grę na skrzypcach za ważny element swojej tożsamości indywidualnej i zbiorowej, zacieśniający także więzi międzypokoleniowe. Znaczenie tradycji dla lokalnej społeczności uwidacznia nawet wizerunek skrzypiec w herbie Kaustinen.

## Galeria

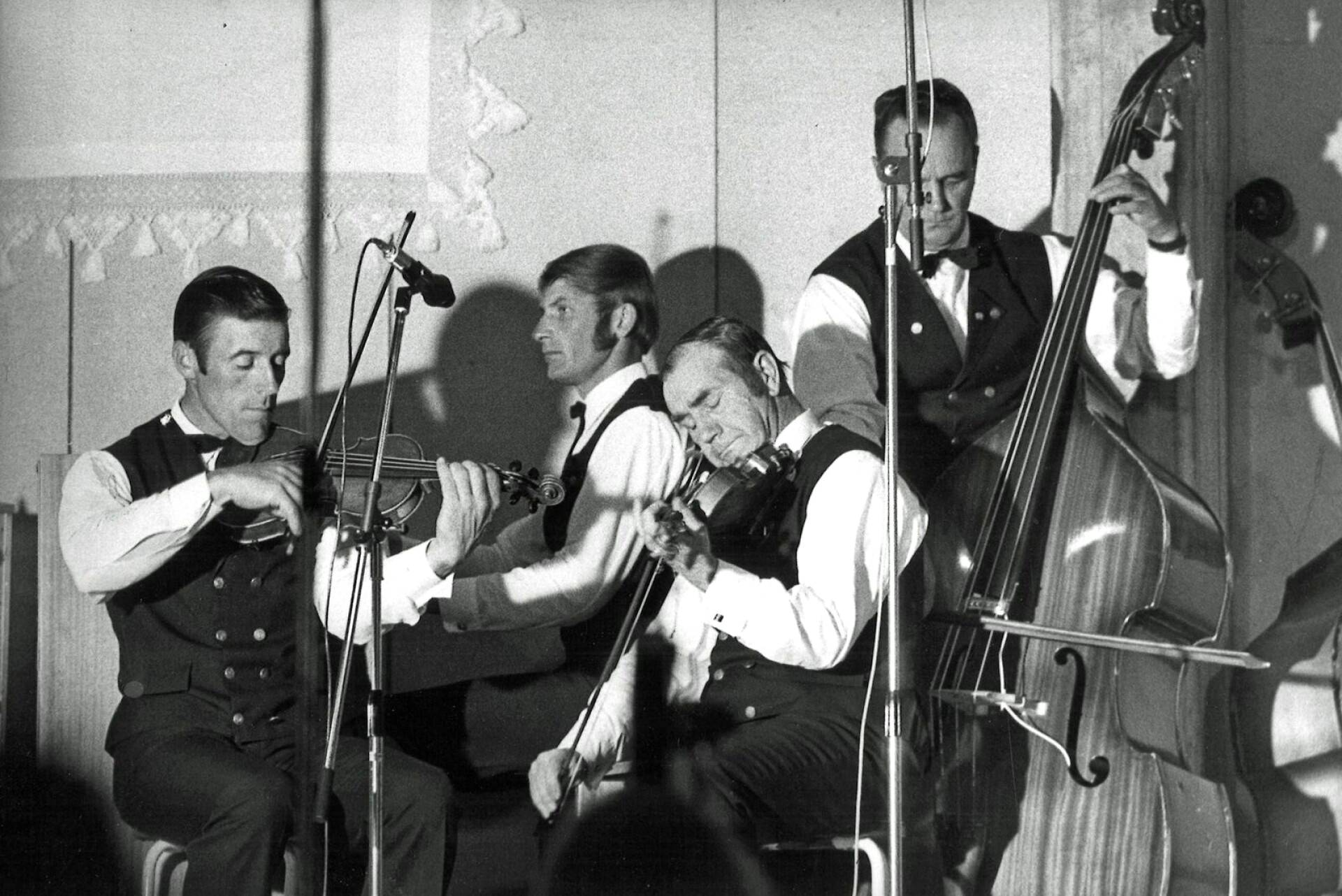
Gra na skrzypcach w wykonaniu zespołu Kaustisen Purppuripelimannit oraz Konsta Jylhä(inne języki) podczas Festiwalu Muzyki Ludowej w Kaustinen(inne języki) w 1971 roku
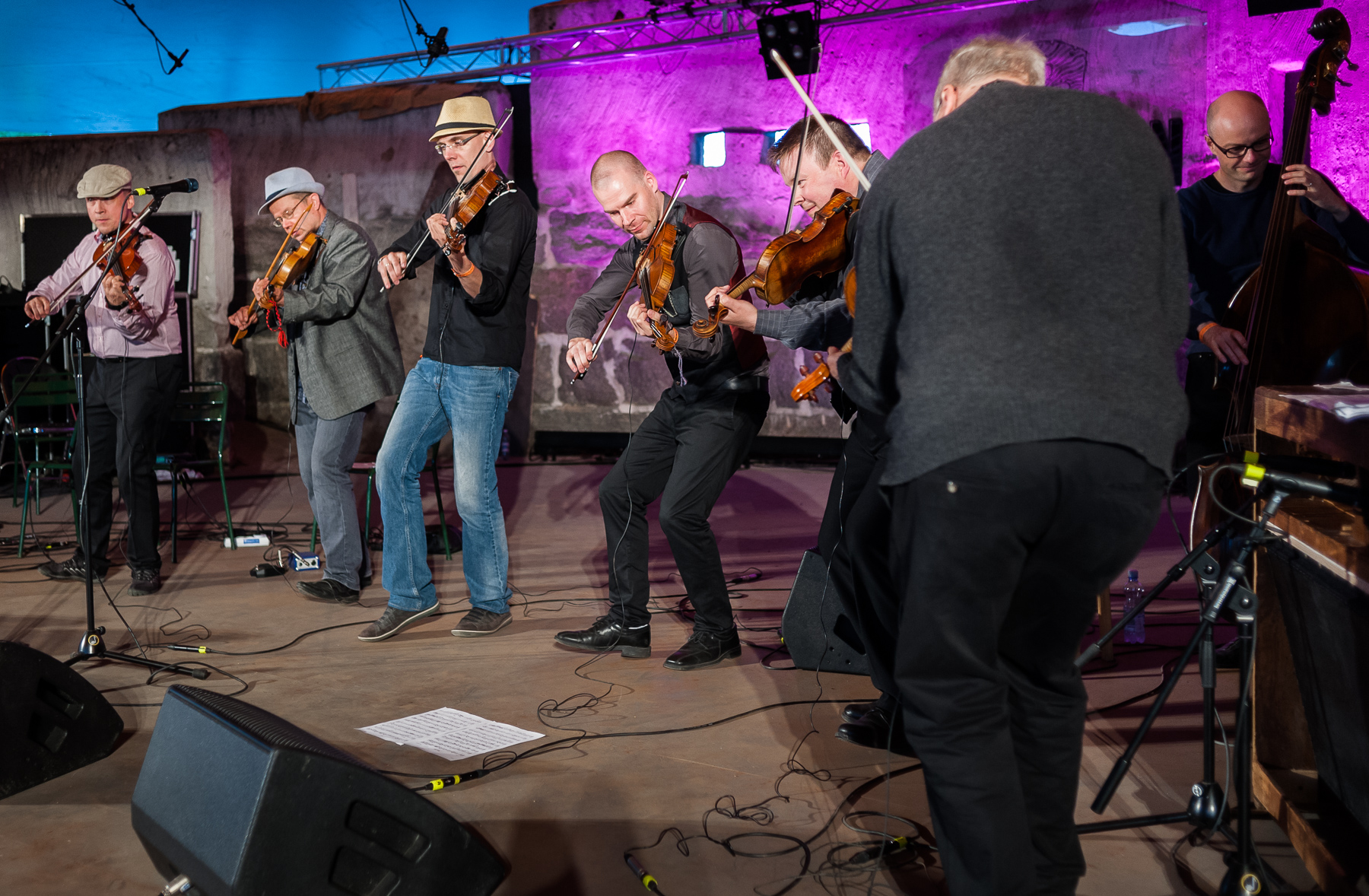
Gra na skrzypcach w wykonaniu zespołu JPP(inne języki) podczas Festiwalu Muzyki Ludowej w Kaustinen w 2015 roku
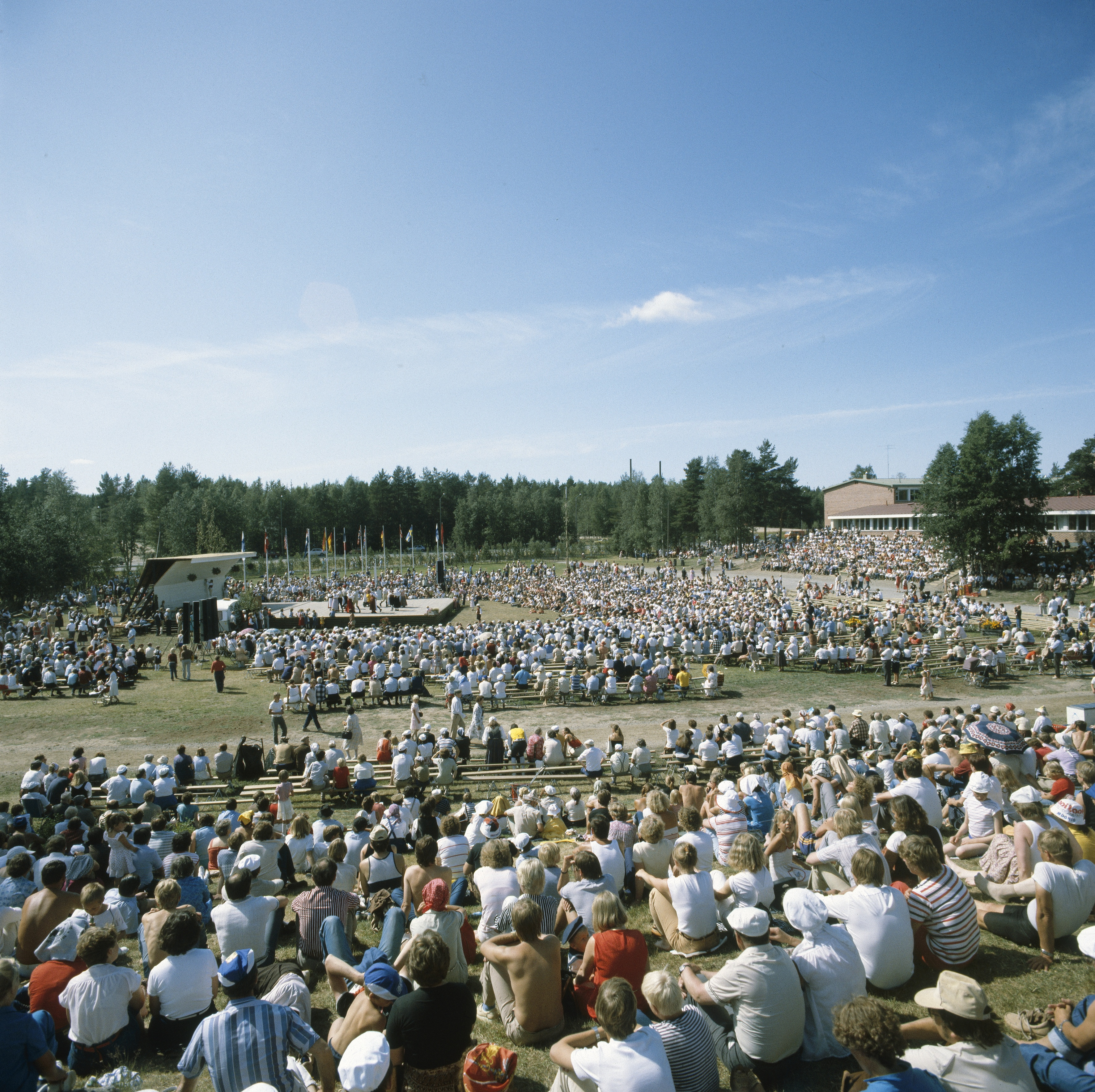
Festiwal Muzyki Ludowej w Kaustinen, lata 70.–80. XX wieku